# قرار مجلس الأمن التابع للأمم المتحدة رقم 2109
قرار مجلس الأمن التابع للأمم المتحدة رقم 2109، المتخذ بالإجماع في 11 يوليو 2013م.

## روابط خارجية
- نص القرار في undocs.org